# Cambers
Cambers zijn hulpstukken die verwerkt zijn in windsurfzeilen.
Niet alle zeilen voor windsurfzeilen hebben cambers. Deze cambers kunnen het beste omschreven worden als plastic halve maantjes die de zeillat met de mast verbinden om zo het profiel nog beter vast te houden. Een camber zorgt er ook voor dat de zeillatten netjes tegen de mast aan drukken. Echte racezeilen hebben soms wel 6 cambers. Freeridezeilen soms 1 of 2, maar vaak geen. Een beginner moet deze cambers zo veel mogelijk vermijden. Pas als men echt wedstrijden gaat doen zijn cambers handig. Ze geven stabiliteit aan het zeil maar maken het optuigen van het zeil zeer moeilijk en ook het hanteren van een zeil een stuk lastiger.